# Toray Pan Pacific Open
El Torneig de Tòquio, conegut oficialment com a Toray Pan Pacific Open (東レ・パン・パシフィック・テニス), és un torneig de tennis professional que es disputa anualment sobre pista dura de l'Ariake Coliseum de Tòquio, Japó. Pertany a la categoria WTA 500 del circuit WTA femení.
El torneig es va crear l'any 1976 però no va entrar el circuit professional fins al 1984. Tradicionalment es disputava sobre moqueta al Tokyo Metropolitan Gymnasium de Tòquio, però l'any 2008 es va desplaçar a l'emplaçament de pista dura exterior de l'Ariake Coliseum de Tòquio. Puntualment es va disputar l'any 2018 al Arena Tachikawa Tachihi de Tòquio, i el 2019 a l'Utsubo Tennis Center d'Osaka.

## Palmarès

### Individual femení
| Localització  | Any                     | Campiona                                          | Finalista                                         | Resultat                                          |
| Tòquio        |                         |                                                   |                                                   |                                                   |
| ------------- | ----------------------- | ------------------------------------------------- | ------------------------------------------------- | ------------------------------------------------- |
| Tòquio        | WTA 500                 |                                                   |                                                   |                                                   |
| Tòquio        | 2024                    | Zheng Qinwen                                      | Sofia Kenin                                       | 7−6(5), 6−3                                       |
| Tòquio        | 2023                    | Veronika Kudermétova                              | Jessica Pegula                                    | 7−5, 6−1                                          |
| Tòquio        | 2022                    | Liudmila Samsonova                                | Zheng Qinwen                                      | 7−5, 7−5                                          |
| Tòquio        | 2021                    | Torneig suspès a causa de la pandèmia de COVID-19 | Torneig suspès a causa de la pandèmia de COVID-19 | Torneig suspès a causa de la pandèmia de COVID-19 |
| Osaka         | WTA Premier             | WTA Premier                                       | WTA Premier                                       | WTA Premier                                       |
| Osaka         | 2020                    | Torneig suspès a causa de la pandèmia de COVID-19 | Torneig suspès a causa de la pandèmia de COVID-19 | Torneig suspès a causa de la pandèmia de COVID-19 |
| Osaka         | 2019                    | Naomi Osaka                                       | Anastassia Pavliutxénkova                         | 6−2, 6−3                                          |
| Tòquio        |                         |                                                   |                                                   |                                                   |
| 2018          | Karolína Plísková       | Naomi Osaka                                       | 6−4, 6−4                                          |                                                   |
| 2017          | Caroline Wozniacki (3)  | Anastassia Pavliutxénkova                         | 6−0, 7−5                                          |                                                   |
| 2016          | Caroline Wozniacki      | Naomi Osaka                                       | 7−5, 6−3                                          |                                                   |
| 2015          | Agnieszka Radwańska (2) | Belinda Bencic                                    | 6−2, 6−2                                          |                                                   |
| 2014          | Ana Ivanović            | Caroline Wozniacki                                | 6−2, 7−6(2)                                       |                                                   |
| WTA Premier 5 |                         |                                                   |                                                   |                                                   |
| 2013          | Petra Kvitová           | Angelique Kerber                                  | 6−2, 0−6, 6−3                                     |                                                   |
| 2012          | Nàdia Petrova           | Agnieszka Radwańska                               | 6−0, 1−6, 6−3                                     |                                                   |
| 2011          | Agnieszka Radwańska     | Vera Zvonariova                                   | 6−3, 6−2                                          |                                                   |
| 2010          | Caroline Wozniacki      | Ielena Deméntieva                                 | 1−6, 6−2, 6−3                                     |                                                   |
| 2009          | Maria Xaràpova (2)      | Jelena Janković                                   | 5−2, retirada                                     |                                                   |
| WTA Tier I    |                         |                                                   |                                                   |                                                   |
| 2008          | Dinara Safina           | Svetlana Kuznetsova                               | 6−1, 6−3                                          |                                                   |
| 2007          | Martina Hingis (5)      | Ana Ivanović                                      | 6−4, 6−2                                          |                                                   |
| 2006          | Ielena Deméntieva       | Martina Hingis                                    | 6−2, 6−0                                          |                                                   |
| 2005          | Maria Xaràpova          | Lindsay Davenport                                 | 6−1, 3−6, 7−6(5)                                  |                                                   |
| 2004          | Lindsay Davenport (4)   | Magdalena Maleeva                                 | 6−4, 6−1                                          |                                                   |
| 2003          | Lindsay Davenport       | Monica Seles                                      | 6−7(6), 6−1, 6−2                                  |                                                   |
| 2002          | Martina Hingis          | Monica Seles                                      | 7−6(6), 4−6, 6−3                                  |                                                   |
| 2001          | Lindsay Davenport       | Martina Hingis                                    | 6−7(4), 6−4, 6−2                                  |                                                   |
| 2000          | Martina Hingis          | Sandrine Testud                                   | 6−3, 7−5                                          |                                                   |
| 1999          | Martina Hingis          | Amanda Coetzer                                    | 6−2, 6−1                                          |                                                   |
| 1998          | Lindsay Davenport       | Martina Hingis                                    | 6−3, 6−3                                          |                                                   |
| 1997          | Martina Hingis          | Steffi Graf                                       | Renúncia                                          |                                                   |
| 1996          | Iva Majoli              | Arantxa Sánchez Vicario                           | 6−4, 6−1                                          |                                                   |
| 1995          | Kimiko Date             | Lindsay Davenport                                 | 6−1, 6−2                                          |                                                   |
| 1994          | Steffi Graf (3)         | Martina Navrátilová                               | 6−2, 6−4                                          |                                                   |
| 1993          | Martina Navrátilová (2) | Larisa Savchenko-Neiland                          | 6−2, 6−2                                          |                                                   |
| WTA Tier II   |                         |                                                   |                                                   |                                                   |
| 1992          | Gabriela Sabatini (3)   | Martina Navrátilová                               | 6−2, 4−6, 6−2                                     |                                                   |
| 1991          | Gabriela Sabatini       | Martina Navrátilová                               | 2−6, 6−2, 6−4                                     |                                                   |
| 1990          | Steffi Graf             | Arantxa Sánchez Vicario                           | 6−1, 6−2                                          |                                                   |
| WTA Tier III  |                         |                                                   |                                                   |                                                   |
| 1989          | Martina Navrátilová     | Lori McNeil                                       | 6−7(3), 6−3, 7−6(5)                               |                                                   |
| 1988          | Pam Shriver             | Helena Suková                                     | 7−5 6−1                                           |                                                   |
| 1987          | Gabriela Sabatini       | Manuela Maleeva                                   | 6−4, 7−6(6)                                       |                                                   |
| 1986          | Steffi Graf             | Manuela Maleeva                                   | 6−4, 6−2                                          |                                                   |
| 1985          | Manuela Maleeva (2)     | Bonnie Gadusek                                    | 7−6(2), 3−6, 7−5                                  |                                                   |
| 1984          | Manuela Maleeva         | Claudia Kohde-Kilsch                              | 3−6, 6−4, 6−4                                     |                                                   |

### Dobles femenins
| Localització  | Any                                        | Campiones                                         | Finalistes                                        | Resultat                                          |
| Tòquio        |                                            |                                                   |                                                   |                                                   |
| ------------- | ------------------------------------------ | ------------------------------------------------- | ------------------------------------------------- | ------------------------------------------------- |
| Tòquio        | WTA 500                                    |                                                   |                                                   |                                                   |
| Tòquio        | 2024                                       | Shuko Aoyama Eri Hozumi                           | Ena Shibahara Laura Siegemund                     | 6−4, 7−6(3)                                       |
| Tòquio        | 2023                                       | Ulrikke Eikeri Ingrid Neel                        | Eri Hozumi Makoto Ninomiya                        | 3−6, 7−5, [10−5]                                  |
| Tòquio        | 2022                                       | Gabriela Dabrowski Giuliana Olmos                 | Nicole Melichar-Martinez Ellen Perez              | 6−4, 6−4                                          |
| Tòquio        | 2021                                       | Torneig suspès a causa de la pandèmia de COVID-19 | Torneig suspès a causa de la pandèmia de COVID-19 | Torneig suspès a causa de la pandèmia de COVID-19 |
| Osaka         | WTA Premier                                | WTA Premier                                       | WTA Premier                                       | WTA Premier                                       |
| Osaka         | 2020                                       | Torneig suspès a causa de la pandèmia de COVID-19 | Torneig suspès a causa de la pandèmia de COVID-19 | Torneig suspès a causa de la pandèmia de COVID-19 |
| Osaka         | 2019                                       | Chan Hao-ching Latisha Chan                       | Hsieh Su-wei Hsieh Yu-chieh                       | 7−5, 7−5                                          |
| Tòquio        |                                            |                                                   |                                                   |                                                   |
| 2018          | Miyu Kato Makoto Ninomiya                  | Andrea Sestini Hlaváčková Barbora Strýcová        | 6−4, 6−4                                          |                                                   |
| 2017          | Andreja Klepač María José Martínez Sánchez | Daria Gavrilova Dària Kassàtkina                  | 6−3, 6−2                                          |                                                   |
| 2016          | Sania Mirza Barbora Strýcová               | Liang Chen Yang Zhaoxuan                          | 6−1, 6−1                                          |                                                   |
| 2015          | Garbiñe Muguruza Carla Suárez Navarro      | Chan Hao-ching Chan Yung-jan                      | 7−5, 6−1                                          |                                                   |
| 2014          | Cara Black Sania Mirza (2)                 | Garbiñe Muguruza Carla Suárez Navarro             | 6−2, 7−5                                          |                                                   |
| WTA Premier 5 |                                            |                                                   |                                                   |                                                   |
| 2013          | Cara Black Sania Mirza                     | Chan Hao-ching Liezel Huber                       | 4−6, 6−0, [11−9]                                  |                                                   |
| 2012          | Raquel Kops-Jones Abigail Spears           | Anna-Lena Grönefeld Květa Peschke                 | 6−1, 6−4                                          |                                                   |
| 2011          | Liezel Huber Lisa Raymond                  | Gisela Dulko Flavia Pennetta                      | 7−6(4), 0−6, [10−6]                               |                                                   |
| 2010          | Iveta Benešová Barbora Záhlavová-Strýcová  | Shahar Pe'er Peng Shuai                           | 6−4, 4−6, [10−8]                                  |                                                   |
| 2009          | Alissa Kleibànova Francesca Schiavone      | Daniela Hantuchová Ai Sugiyama                    | 6−4, 6−2                                          |                                                   |
| WTA Tier I    |                                            |                                                   |                                                   |                                                   |
| 2008          | Vania King Nàdia Petrova                   | Lisa Raymond Samantha Stosur                      | 6−1, 6−4                                          |                                                   |
| 2007          | Lisa Raymond Samantha Stosur (2)           | Vania King Rennae Stubbs                          | 7−6(6), 3−6, 7−5                                  |                                                   |
| 2006          | Lisa Raymond Samantha Stosur               | Cara Black Rennae Stubbs                          | 6−2, 6−1                                          |                                                   |
| 2005          | Janette Husárová Elena Likhovtseva         | Lindsay Davenport Corina Morariu                  | 6−4, 6−3                                          |                                                   |
| 2004          | Cara Black Rennae Stubbs                   | Elena Likhovtseva Magdalena Maleeva               | 6−0, 6−1                                          |                                                   |
| 2003          | Elena Bovina Rennae Stubbs                 | Lindsay Davenport Lisa Raymond                    | 6−3, 6−4                                          |                                                   |
| 2002          | Lisa Raymond Rennae Stubbs (2)             | Els Callens Roberta Vinci                         | 6−1, 6−1                                          |                                                   |
| 2001          | Lisa Raymond Rennae Stubbs                 | Anna Kúrnikova Iroda Tulyaganova                  | 7−6(5), 2−6, 7−6(6)                               |                                                   |
| 2000          | Martina Hingis Mary Pierce                 | Alexandra Fusai Nathalie Tauziat                  | 6−4, 6−1                                          |                                                   |
| 1999          | Lindsay Davenport Nataixa Zvéreva (2)      | Martina Hingis Jana Novotná                       | 6−2, 6−3                                          |                                                   |
| 1998          | Martina Hingis Mirjana Lučić               | Lindsay Davenport Nataixa Zvéreva                 | 7-5, 6-4                                          |                                                   |
| 1997          | Lindsay Davenport Nataixa Zvéreva          | Gigi Fernández Martina Hingis                     | 6−4, 6−3                                          |                                                   |
| 1996          | Gigi Fernández Nataixa Zvéreva (2)         | Mariaan de Swardt Irina Spîrlea                   | 7−6(7), 6−3                                       |                                                   |
| 1995          | Gigi Fernández Nataixa Zvéreva             | Lindsay Davenport Rennae Stubbs                   | 6−0, 6−3                                          |                                                   |
| 1994          | Elizabeth Sayers-Smylie Pam Shriver        | Manon Bollegraf Martina Navrátilová               | 6−3, 3−6, 7−6(3)                                  |                                                   |
| 1993          | Martina Navrátilová Helena Suková          | Lori McNeil Rennae Stubbs                         | 6−4, 6−3                                          |                                                   |
| WTA Tier II   |                                            |                                                   |                                                   |                                                   |
| 1992          | Arantxa Sánchez Vicario Helena Suková      | Martina Navrátilová Pam Shriver                   | 7−5, 6−1                                          |                                                   |
| 1991          | Kathy Jordan Elizabeth Sayers-Smylie       | Mary Joe Fernández Robin White                    | 4−6, 6−0, 6−3                                     |                                                   |
| 1990          | Gigi Fernández Elizabeth Sayers-Smylie     | Jo-Anne Faull Rachel McQuillan                    | 6−2, 6−2                                          |                                                   |
| WTA Tier III  |                                            |                                                   |                                                   |                                                   |
| 1989          | Katrina Adams Zina Garrison                | Mary Joe Fernández Claudia Kohde-Kilsch           | 6−3, 3−6, 7−6(5)                                  |                                                   |
| 1988          | Pam Shriver Helena Suková                  | Gigi Fernández Robin White                        | 4−6, 6−2, 7−6(5)                                  |                                                   |
| 1987          | Anne White Robin White                     | Katerina Maleeva Manuela Maleeva                  | 6−1, 6−2                                          |                                                   |
| 1986          | Bettina Bunge Steffi Graf                  | Katerina Maleeva Manuela Maleeva                  | 6−1, 6−7(4), 6−2                                  |                                                   |
| 1985          | Claudia Kohde-Kilsch Helena Suková (2)     | Marcella Mesker Elizabeth Sayers-Smylie           | 6−0, 6−4                                          |                                                   |
| 1984          | Claudia Kohde-Kilsch Helena Suková         | Elizabeth Sayers Catherine Tanvier                | 6−4, 6−4                                          |                                                   |